# Marek Staniek
Marek Staniek – (ur. 28 maja 1965 w Iwaniskach), polski samorządowiec, w latach 2006-2022 wójt gminy Iwaniska, a od 2022 roku burmistrz miasta i gminy Iwaniska. Mieszka w Plancie.

## Wyniki wyborcze
| Wybory | Komitet Wyborczy                     | Urząd                    | Wynik         |
| ------ | ------------------------------------ | ------------------------ | ------------- |
| 2006   | KWW Marka Stańka "Lepsza przyszłość" | Wójt gminy Iwaniska      | 1430 (38,71%) |
| 2006   | KWW Marka Stańka "Lepsza przyszłość" | Wójt gminy Iwaniska      | 2201 (64,13%) |
| 2010   | PSL                                  | Wójt gminy Iwaniska      | 3333 (89,43%) |
| 2014   | PSL                                  | Wójt gminy Iwaniska      | 2149 (53,59%) |
| 2018   | KWW Marka Stańka                     | Wójt gminy Iwaniska      | 1915 (51,11%) |
| 2024   | KWW Marka Stańka                     | Burmistrz gminy Iwaniska | 2011 (53,56%) |